# George Winston
George Winston, właśc. George Otis Winston III (ur. 11 lutego 1949 w Hart, zm. 4 czerwca 2023 w Williamsport) – amerykański pianista.
Dorastał w Miles City w stanie Montana i Missisipi. Ukończył studia na Stetson University w DeLand na Florydzie. Następnie mieszkał w Santa Monica.

## Dyskografia
- 1972 Ballads and Blues
- 1980 Autumn
- 1982 Winter into Spring
- 1982 December
- 1991 Summer
- 1994 Forest
- 1996 Linus and Lucy - The Music of Vince Guaraldi
- 1999 Plains
- 2001 Remembrance - A Memorial Benefit
- 2002 Night Divides the Day - The Music of the Doors
- 2005 Montana - A Love Story
- 2006 Gulf Coast Blues & Impressions: A Hurricane Relief Benefit
- 2009 Love Will Come - The Music Of Vince Guaraldi